# アンネッテ・シャーヴァン

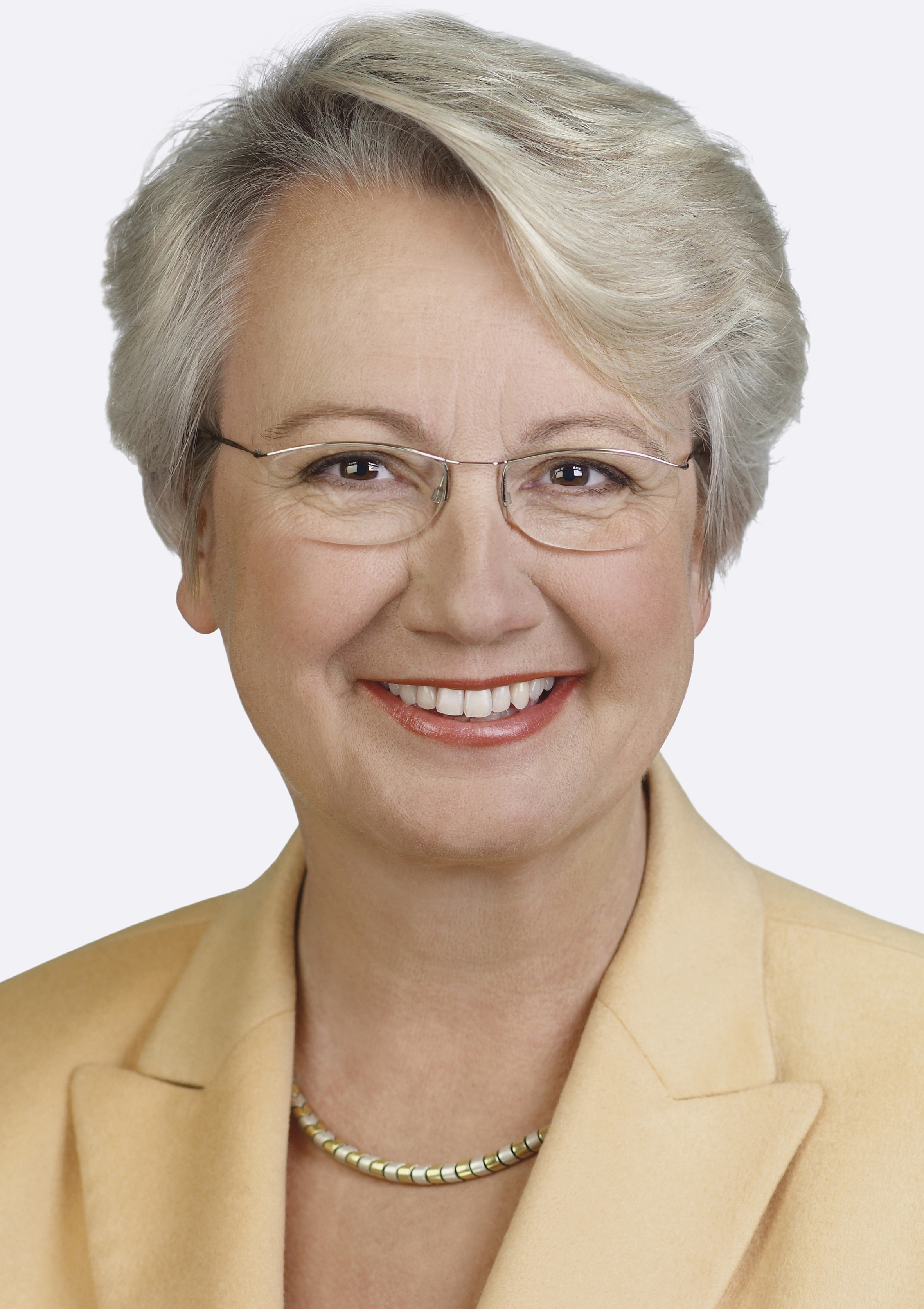
アンネッテ・シャーヴァン (2010)

アンネッテ・シャーヴァン（Annette Schavan、1955年6月10日 - ）は、ドイツの政治家。所属政党はドイツキリスト教民主同盟 (CDU)。2018年から初代在マルタ騎士団ドイツ大使を務めた。2005年からアンゲラ・メルケル内閣で教育・研究（科学）相を務めたが、2013年に博士論文盗用疑惑の責任を取り辞任した。他に1995年 - 2005年に、バーデン＝ヴュルテンベルク州文化・青少年・スポーツ相を務めた。「アネッテ・シャバーン」とも表記される。

## 経歴

### 初期の経歴
ノルトライン＝ヴェストファーレン州ユッヘン出身。ノイスのギムナジウムを1974年に卒業後、ボン大学とデュッセルドルフ大学で教育学、哲学、カトリック神学を学び、1980年に卒業。在学中 CDU の青年団組織ユンゲ・ウニオン (Junge Union) で政治活動に従事。同年博士号を取得 。ボンのカトリック系研究支援財団で働いたのち、1984年からアーヘンの司教庁で社会教育部部長に就任。1982年から1984年までアーヘン市議会議員を務める。1987年から翌年まで CDU の婦人団体で連邦事務局長を務めたのち、ボンの教育財団に戻って1991年から1995年までその会長を務めた。1994年から2005年まではドイツ・カトリック中央評議会会長を務める。

### 州文化相
1995年、当時のバーデン＝ヴュルテンベルク州首相エルヴィン・トイフェルに招聘され、文化・青少年・スポーツ相として入閣。アビトゥーアの受験資格学齢を下げ、小学校での外国語教育を導入するなど教育改革を推進。1996年、同州の党執行部入りし、1998年からは副代表を務める。2001年、バーデン＝ヴュルテンベルク州議会議員に当選。2002年には CDU 州支部の新綱領作成委員会会長を務める。2002年、レジオンドヌール勲章（士官級）受章。
1998年に、イスラム教の宗教的シンボルとみなされるスカーフを着用して登校するムスリム生徒の学校への受け入れを、政教分離原則を理由に拒否。裁判になった結果、連邦憲法裁判所は法律の整備を要求したため、同州では全国でもいち早く州議会で当該法令が可決された。こうして彼女はドイツの保守系教育政策を代表する人物となる。2004年の大統領選挙の際は、シャーヴァンも CDU の候補として取りざたされたことがある。同年10月、トイフェル州首相が勇退を発表すると、シャーヴァンは後継への名乗りを上げた。しかし党員投票でギュンター・エッティンガーに敗れた。

### 連邦教育研究相
2005年にドイツ連邦議会選挙に出馬し当選。州文化相と州議会議員の職を辞した。直後にアンゲラ・メルケル新連邦首相に教育・科学相に指名されて入閣。イスラム教徒のスカーフが女性抑圧のシンボルであるとして、学校での着用に反対する姿勢は堅持しているが、これに対してキリスト教に甘くイスラム教に厳しいという批判もあり、2006年6月にシュトゥットガルト行政裁判所が、バーデン＝ヴュルテンベルク州の法令は平等の原則に反し憲法違反であるという判決を下している。2009年よりベルリン自由大学神学部名誉教授に就任。
2012年はじめ、かつてシャーヴァンが博士号を取得した際に提出した博士論文に盗用の疑惑が持ち上がった。シャーヴァンは盗用を否定したが、2013年2月にデュッセルドルフ大学は盗用を認め、シャーヴァンの博士号を剥奪した。この決定後もシャーヴァンは盗用を否定しメルケル首相も慰留したが、結局教育科学大臣を辞任した。2014年6月に連邦議会議員も辞職し、政界から離れた。なお同年、リューベック大学から名誉博士号を授与されている。
2014年5月、駐ヴァチカン大使に任命され、9月に着任した。